# Ernest Gaberle
Ernest Gaberle (ur. 17 marca 1822, zm. 8 stycznia 1896) – polski prawnik, radny Rady Miasta Jarosławia, sekretarz zarządu miasta Jarosławia.

## Życiorys
Urodził się 17 marca 1822 we Lwowie. Tam studiował prawo na Uniwersytecie Lwowskim, który ukończył z tytułem doktora praw. Brał czynny udział w wydarzeniach Wiośnie Ludów. W 1850 pracował w Brzeżanach jako członek (asesor) magistratu, zaś w latach 1850–1853 w tym samym charakterze w Sokalu. Stamtąd przeniesiony został służbowo do Jarosławia, gdzie przez 15 lat łączył pracę urzędniczą z pracą społeczną. Zawodowo pracował na stanowisku c.k. adiunkta w miejscowym sądzie powiatowym, później prowadził praktykę adwokacką. W 1854 zaangażowany był w tworzenie urzędów: miejskiego i powiatowego. Przed wprowadzeniem autonomii samorządowej pełnił funkcję pierwszego członka zarządu (asesora) i sekretarza (w latach 1854–1867 w podporządkowanym władzom zaborczym Jarosławskim magistracie). Był radnym miejskim i członkiem zarządu (asesorem) w latach 1867–1870 i 1873–1876. W uznaniu zasług przyznano mu tytuł honorowego obywatela Jarosławia. Zmarł 8 stycznia 1896 w Jarosławiu na udar sercowy.

## Literatura
- Zofia Kostka-Bieńkowska, Ernest Gaberle
- Tadeusz Papara, Sprawozdanie z czynności Rady miejskiej i Magistratu król. Wolno handlowego miasta Jarosławia za czas od 1997. do końca 1903, Jarosław 1904
- AUMJ Księga zmarłych w latach 1892–1949 (Krakowskie)